# Oporinia typica
Oporinia typica là một loài bướm đêm trong họ Geometridae.